# Indywidualne Mistrzostwa Danii na Żużlu 1983
Indywidualne Mistrzostwa Danii na Żużlu 1983 – cykl turniejów żużlowych, mających na celu wyłonienie najlepszych żużlowców w Danii w sezonie 1983. Tytuł zdobył Erik Gundersen.

## Finał
- Selskov, 21 sierpnia 1983

| Msc. | Zawodnik          | Klub             | Pkt |  |  |
| ---- | ----------------- | ---------------- | --- |  |  |
| 1    | Erik Gundersen    | Cradley Heath    | 15  |  |  |
| 2    | Hans Nielsen      | Birmingham       | 14  |  |  |
| 3    | Jens Rasmussen    | Hackney          | 12  |  |  |
| 4    | Peter Ravn        | Cradley Heath    | 11  |  |  |
| 5    | Steen Mastrup     | Leicester        | 9   |  |  |
| 6    | Kurt Hansen       | Kulsvierne       | 9   |  |  |
| 7    | Bo Petersen       | Hackney          | 8   |  |  |
| 8    | Preben Eriksen    | Ipswich          | 7   |  |  |
| 9    | Finn Thomsen      | Hackney          | 7   |  |  |
| 10   | John Eskildsen    | Eastbourne       | 6   |  |  |
| 11   | Finn Rune Jensen  | Leicester        | 6   |  |  |
| 12   | Brian Jakobsen    | Poole            | 5   |  |  |
| 13   | Erik Holm         | Gepards          | 4   |  |  |
| 14   | Flemming Pedersen | Vikingerne       | 3   |  |  |
| 15   | Bent Larsen       | Blabjergdrengene | 3   |  |  |
| 16   | Rene Christiansen | Eastbourne       | 1   |  |  |